# Carlos Pérez de Rozas y Sáenz de Tejada
Carlos Pérez de Rozas y Sáenz de Tejada   (Barcelona, 9 d'octubre de 1920 - Barcelona, 1 de març de 1990) fou un fotògraf i periodista català.

## Biografia
Durant la seva carrera li van concedir diferents premis, entre els quals destaquen la Medalla al Mérito Militar, la Medalla al Mérito Naval i la Medalla d'Argent de la Creu Roja. Carlos Pérez de Rozas va tenir vuit fills, de dos matrimonis diferents, molts dels quals han continuat fent de periodistes, com Emilio o Carlos.

### Periodista
Ja als nou anys va començar a treballar, en el que acabaria sent la seva professió tota la vida, d'ajudant del seu pare (Carlos Pérez de Rozas y Masdeu) a l'Exposició Internacional de Barcelona de 1929. Va continuar treballant amb el seu pare en l'estudi fotogràfic que va muntar a Barcelona. L'any 1932 va començar a treballar a El Día Gráfico, diari que li proporcionà el seu primer carnet de premsa. Acabada la Guerra Civil espanyola, va entrar al diari La Solidaridad Nacional, on es va estar fins al 1979, quan va entrar a La Vanguardia. El 9 d'octubre del 1985 es va jubilar oficialment, encara que no va deixar la fotografia.

### Dirigent esportiu
Membre d'una reconeguda nissaga de periodistes va ser president de la Federació Catalana de Beisbol i Softbol entre 1978 i 1983. La seva relació amb el beisbol es va iniciar el 1941, i l'any següent es va incorporar a la Junta Directiva de l'Hèrcules les Corts, club del qual va ser president entre 1950 i 1976. El 1953 va fundar el Club Ateneu Sant Gervasi i el 1955 va ser el vicepresident del Comitè Organitzador del primer Campionat d'Europa de beisbol, que es va disputar a Barcelona, així com el president de la seva Comissió de Premsa. Del 1970 al 1974 va ser membre del Comitè Organitzador de la Copa del Mediterrani i el 1975 va ser vicepresident executiu d'una nova edició de l'Europeu, que es va fer també a Barcelona. El 12 de gener de 1978 va prendre possessió com a president de la Federació Catalana de Beisbol, i va ser-ho fins al 1983, quan va dimitir després d'haver adequat els seus estatuts a la nova legalitat esportiva, inscriure-la al registre d'entitats i haver adquirit, per tant, entitat jurídica pròpia. Del 1984 al 1986 va ser president el Comitè Probeisbol Olímpic i el 1987, vicepresident del Comitè Organitzador d'un nou Campionat d'Europa que es va disputar a Sant Boi de Llobregat i Viladecans. Com a homenatge a la seva figura, el Camp Municipal de Beisbol de Montjuïc, que el 2007 va tornar a acollir un altre Europeu, porta el seu nom. Professionalment va ser durant molts anys reporter gràfic dels diaris Las Notícias, El Día Gráfico, La Noche, La Solidaridad Nacional; i, per sobre de tot, La Vanguardia, en el qual es va jubilar l'any 1985, encara que va seguir treballant com a fotògraf, la seva gran passió, juntament amb el beisbol. Rebé la medalla Forjadors de la Història Esportiva de Catalunya el 1987.